# Starck AS-70
Starck AS-70 Jac bylo sportovní letadlo navržené ve Francii v roce 1945 leteckým inženýrem André Starckem.

## Vznik a vývoj
André Starck těsně po druhé světové válce vyvinul a postavil krátce po sobě letouny Starck AS-57 s československým motorem Walter Minor 4-III a Starck AS-70 Jac, jehož verze AS-71 byla osazena invertním motorem Walter Mikron II.
První vzlet a zálet tohoto letounu se uskutečnil 23. května 1945. Bylo to první letadlo, které získalo osvědčení o letové způsobilosti Certificat de navigabilité restreint d’Aéronef (CNRA, později Fédération RSA) po osvobození Francie.
Letadla byla vyráběna v několika verzích, které se v podstatě lišily pouze použitým motorem. Tento populární letoun byl především určen a využíván francouzskými soukromými piloty a leteckými aerokluby.

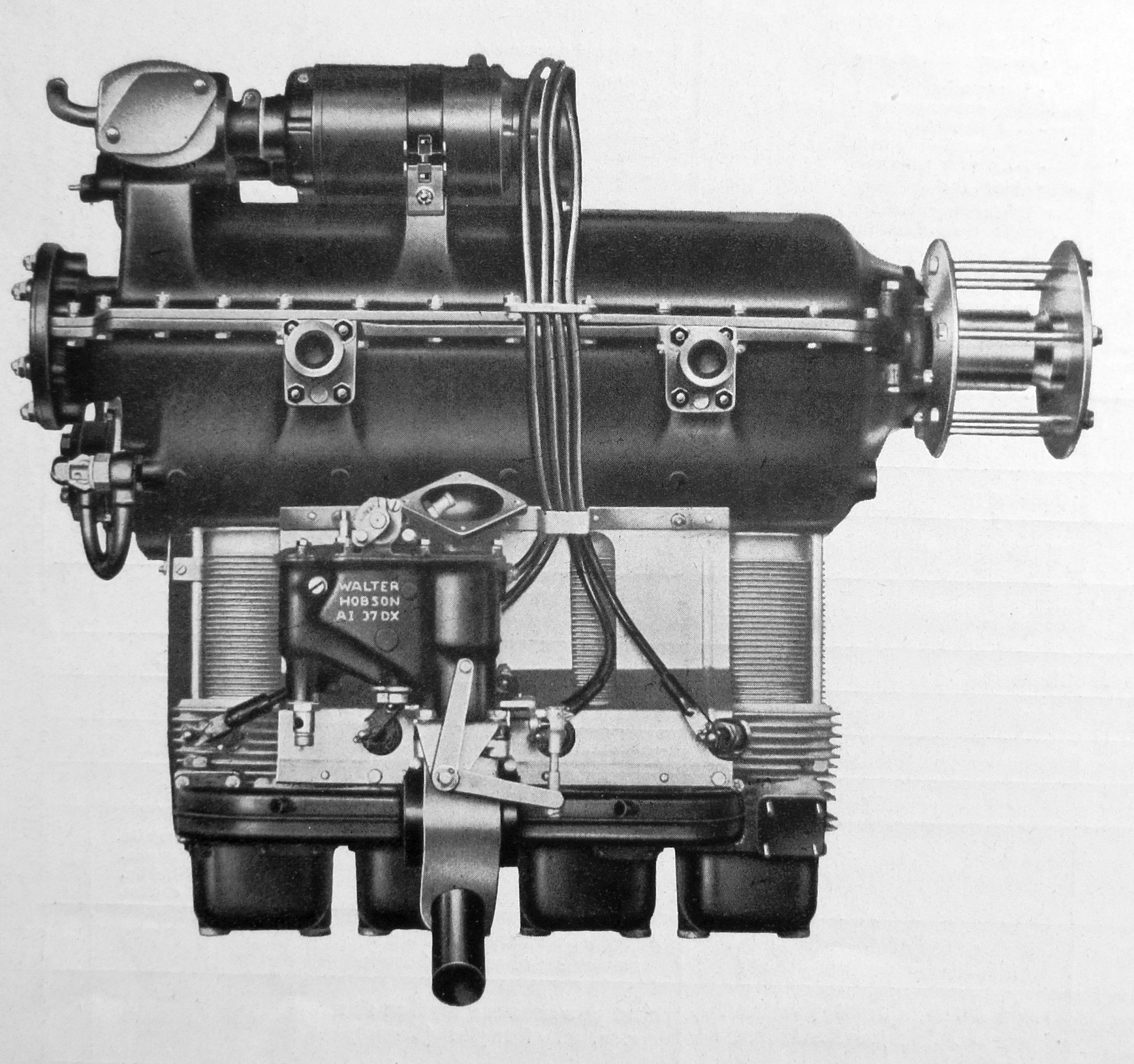
Walter Mikron II (1936)

## Popis letounu
Byl to lehký, jednomístný dolnokřídlý jednoplošník. Byl smíšené konstrukce ocel-dřevo. Letoun byl kombinací svařovaných ocelových trubek a dřevěnou konstrukcí s látkovým potahem. Byl vybaven různými motory ve výkonové řadě od 45 do 60 k (34-48 kW). Byť se jednalo o jednomístný letoun mohl být vybaven i jedním "pomocným" sedadlem.
Letoun mohl být využíván jako sportovní, turistický a školní i jako plně akrobatická verze.
Motor Walter Mikron II pocházel z licenční výroby. Koncem roku 1936 totiž byla v průběhu pařížského aerosalonu podepsána licenční smlouva na jeho výrobu ve francouzském Angers jako odezva na vítězství letounu Beneš-Mráz Be-501 Bibi v závodě "12 heures d'Angers" v rychlosti a spolehlivosti, kde v kategorii do 2 litrů s upraveným motorem (snížený objem válců na 1997 cm3) zvítězil pplk. Karel Mareš, když uletěl 1001,968 v průměrné rychlosti 166,968 km/h. Po druhé světové válce byla výroba tohoto motoru ve Francii opět obnovena.

## Použití
Ve francouzském leteckém rejstříku bylo zaneseno celkem 24 letounů (někdy se uvádí 23 vyrobených letounů). Všechny byly imatrikulovány pouze ve Francii. Aeroklub Les Ailes du Maine uspořádal 7. září 1947 na letišti Le Mans-Arnage (IATA: LME, ICAO: LFRM) zkušební soutěž sportovních letadel Galop d'Essai du Tour de Cadran. Tento závod byl předehrou k tradiční soutěži „24 hodin Le Mans vzduchem“ (24 heures du Mans aériennes). Vítězem soutěže zkušebního "Galopu" se stal československý Mráz M-1 Sokol s posádkou Koblížek-Ticháček a na druhém místě skončil letoun Starck AS-71 (pilotka Janette Poujade). Koncem roku 1947 sportovní komise aeroklubu schválila výsledky Tour du Cadran v La Baule a udělila ceny: 1. cena:100 000 franků, 2. cena 50 000 FRF a 3. cena 25 000 FRF pro společnost Société Anonyme des Avions Aubert.
Na letadle Starck AS-71 francouzská pilotka Janette Poujade překonala mezinárodní rekord na přímé vzdálenosti platný pro letadlo této kategorie: letouny lehké IV. kat. (objem válců do 2 l mах.) na vzdálenost v přímé linii s motorem Walter Mikron o objemu válců 1997 cm3 s letounem Starck AS-71. Rekordní let se uskutečnil 11. září 1948 na trase z francouzského Lyon-Bron do švédského Sundsvallu a měřil 2028,598 km.
Na jednom z letounů Starck AS-70 začal létat budoucí akrobatický mistr, zkušení pilot Léon Biancotto. Byl druhý na francouzském akrobatickém šampionátu v Toussus-le-Noble v roce 1954. Třikrát (1955, 1956 a 1958) zvítězil v mezinárodní letecké soutěži o Lockheed Trophy v Anglii, v roce 1958 to bylo na československém letounu Zlín Trenér. Jeho úspěšná kariéra se uzavřela 29. srpna 1960 v Bratislavě na mistrovství světa v letecké akrobacii, jehož organizací byl pověřen Mezinárodní leteckou federací FAI Aeroklub ČSSR. K smrtelné havárii došlo, když nacvičoval na letounu NORD Aviation N 3202 povinnou sestavu pro mistrovství světa v letecké akrobacii. 33letý Leon Biancotto patřil v 50. letech k nejlepším pilotům-akrobatům na světě.
Čtyři letouny se ještě v roce 2009 uváděly jako provozuschopné. V roce 2020 se uvádí pouze jeden letoun Starck AS-72/1 s imatrikulací F-PBGR (majitel Christophe Lacoffrette).

## Varianty
- AS-70: s devítiválcovým hvězdicovým motorem Salmson 9 ADb o výkonu 41 kW/55 k, vyrobeno 10 letounů (F-AZGY, F-PBGD, F-PBGJ, F-PBGK, F-PBGM, F-PCIB, F-PDVF, F-PDVI, F-PCIF, F-PBGS)
- AS-71: s čtyřválcovým invertním motorem Walter Mikron II o výkonu 44 kW/60 k, vyrobeno 8 letounů (F-PAVV, F-PBGY, F-PCDC, F-PCDH, F-PCIA, F-PCIC, F-PCID, F-PYXB)
- AS-72 : s devítiválcovým hvězdicovým motorem Salmson 9 ADr o výkonu 48 kW/65 k, vyrobeny 2 letouny (F-PCDF, F-PENK)
- AS-72/1: s čtyřválcovým plochým motorem Zlín Percy II o výkonu 33 kW/45 k, vyroben 1 letoun (F-PBGR)
- AS-75: s řadovým čtyřválcovým motorem Continental A65-8S o výkonu 48 kW/65 k, vyrobeny 3 letouny (F-PBGI, F-PDVE, F-PCIE)

## Specifikace

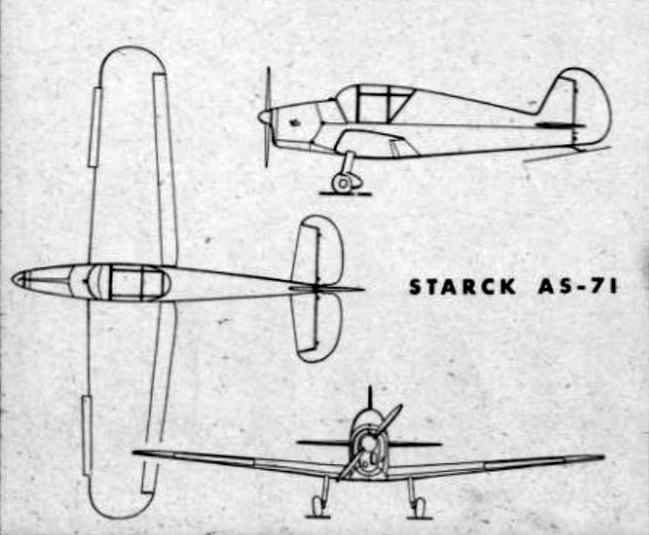
Starck AS-71, skica (Décollage 1946)

Data pro verzi AS-71 dle

### Technické údaje
- Posádka: 1
- Kapacita: 1
- Rozpětí: 7,40 m
- Délka: 5,36 m
- Výška: 1,60 m
- Nosná plocha: 8,00 m2
- Plošné zatížení: 37,00 kg/m2
- Hmotnost prázdného letounu: 212 kg
- Vzletová hmotnost: 320 kg
- Pohonná jednotka: 1× řadový vzduchem chlazený invertní čtyřválcový motor Walter Mikron II
- Výkon pohonné jednotky:
  - maximální, vzletový: 45,6 kW/ 62 k při 2800 ot/min
  - nominální, jmenovitý: 44,1 kW/60 k při 2600 ot/min
- Vrtule: dvoulistá dřevěná s pevnými listy
- Spotřeba paliva: 9 l/100 km

### Výkony
- Maximální rychlost: 207 km/h
- Cestovní rychlost: 185 km/h
- Nejmenší rychlost: 45 km/h
- Dostup: 7 800 m
- Dolet: 370 km
- Stoupavost: 7 m/s